# ポヒヴァ・トゥイオネトア
ポヒヴァ・トゥイオネトア（トンガ語: Pohiva Tuʻiʻonetoa, 1961年6月30日 - 2023年3月18日）は、トンガの政治家、会計士。トンガ王国首相を2019年から2021年まで務めた。首相就任前はアキリシ・ポヒヴァ首相の内閣において財務大臣を務めた。

## 学歴
トンガタプ島のタラフォオウ出身。1982年にニュージーランドの会計学院 (Institute of Chartered Accountants of New Zealand) を出た後、オーストラリアのモナシュ大学より1993年に財務管理(Financial Management)のグラジュエート・ディプロマ（準修士)、翌年に経営会計学修士(Master of Business Accounting)の学位を授与される。また、1997年には、公認管理会計士 (CMA) の資格を得た。これらの他、2000年に米国ワシントン州タコマの神学校 (Faith Evangelical Lutheran Seminary) より神学系の博士学位(Doctor of Christian Ministry)を得ている。

## 閣僚
2014年の国会選挙にトンガタプ第10選挙区より人民（平民）代表として出馬し初当選した後、歳入・税関大臣(Minister of Revenue
and Customs)などの閣僚を歴任した。2017年9月1日、アキリシ・ポヒヴァ首相はシャオシ・ソヴァレニ副首相とテヴィタ・ラヴェマアウ財務大臣を解任、新たな副首相に貴族のマアフ卿 (Maʻafu Tukuiʻaulahi) 、財務大臣にトゥイオネトアが任命された。トゥイオネトアはその後、2017年11月の選挙でも再選を果たした。2018年1月に副首相はセミシ・シカに交代したが、トゥイオネトアは財務・国家計画大臣(Minister for Finance and National Planning)として留任した。

## 首相

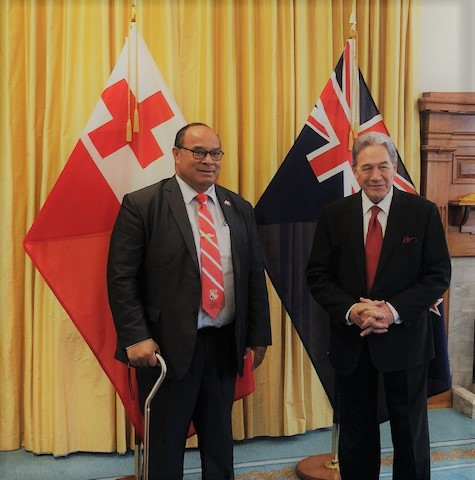
2019年12月、ニュージーランドのウィンストン・ピーターズ副首相兼外務大臣との会見

2019年9月12日、アキリシ・ポヒヴァ首相が死去し、シカ副首相が首相代行を務めることになった。後継首相候補としてシカとトゥイオネトアの二人が立候補し、9月27日に国会における秘密投票の結果15対8でトゥイオネトアがシカに勝利し、首相に選出された。10月8日、国王トゥポウ6世によりトゥイオネトアは正式に首相に任命された。翌日、12名の大臣から成る内閣を発表した。
2019年11月13日、日本の駐トンガ大使石井哲也を通じて、安倍晋三からトゥイオネトアに対し首相就任を祝う書簡が渡された。2020年3月26日、トゥイオネトア首相はCOVID-19（新型コロナウイルス感染症）の世界的拡大のため「国家封鎖通知」を発表した。
2021年12月28日、首相を退任。
2023年3月18日、医療休暇中に死去。61歳没。